# Bill Craig
Bill Craig (n. 16 ianuarie 1945, Culver City, California, SUA – d. 1 ianuarie 2017, Newport Beach, California, SUA) a fost un înotător american, medaliat olimpic. A participat la o ediție a Jocurilor Olimpice (1964) în care a câștigat două medalii de aur.